# جورج هنري إيمرسون (سياسي)
جورج هنري إيمرسون هو سياسي كندي، ولد في 1798، وتوفي في 3 يوليو 1889.